# Locomotiva FS 830 (II)
Le locomotive FS 830 sono state un gruppo di locomotive-tender da manovra delle Ferrovie dello Stato (FS).
Il gruppo comprendeva 10 locomotive a vapore rilevate nel 1969 da due aziende private, l’Impresa Lagorara e l’Impresa Manovre & Affini, entrambe genovesi.

## Storia
Le Ferrovie dello Stato avevano venduto molte locomotive a vapore a società private, due delle quali erano di Genova, l’Impresa Manovre & Affini. Queste società possedevano anche varie vaporiere appartenute a ferrovie private.
Nel 1969 le FS rilevarono 10 macchine dalla IL e dalla IMA, che le immatricolò nel gruppo 830.

### Locomotive 830.001-004
Queste quattro locomotive erano state costruite per la SFT (Società per le Ferrovie del Ticino). In seguito all’assorbimento delle SFT da parte della Ferrovie Nord Milano, queste macchine vennero incorporate nel parco rotabili FNM.
Dette macchine in seguito vennero vendute alla IMA, che le utilizzò sui propri raccordi.
Nel 1969 furono rilevate dalle FS e ricevettero i numeri 830.001 (SFT 301), 830.002 (SFT 311), 830.003 (SFT 302) e 830.004 (SFT 306).

### Locomotiva 830.005
La locomotiva 830.005 venne costruita per la Ferrovia Alessandria-Ovada, che nel 1913 fu riscattata dalle FS. Questa macchina assunse il numero 817.001. In seguito fu ceduta alla SEFTA. Successivamente passò alla IMA e, nel 1969, di nuovo alle FS, che la immatricolarono come 830.005.

### Locomotiva 830.006
Questa macchina venne costruita nel 1928 dalla Henschel & Sohn per la ferrovia Grignasco-Coggiola, presso la quale recava il nº4.
Questa locomotiva fu immatricolata nel 1935 dalla IMA come nº15 e, dalle FS, il numero 830.006.

### Locomotive 830.007, 010, 016 e 021
Le locomotive 830.007 e 010 vennero costruite nel 1903, mentre la 016 e la 021 nel 1906.
Queste macchine avevano fatto parte dell’originario gruppo 830. 
Tutte le dieci locomotive costituenti il gruppo 830 risultavano nel 1972 accantonate.